# Sebastiaan Cornelis Nederburgh

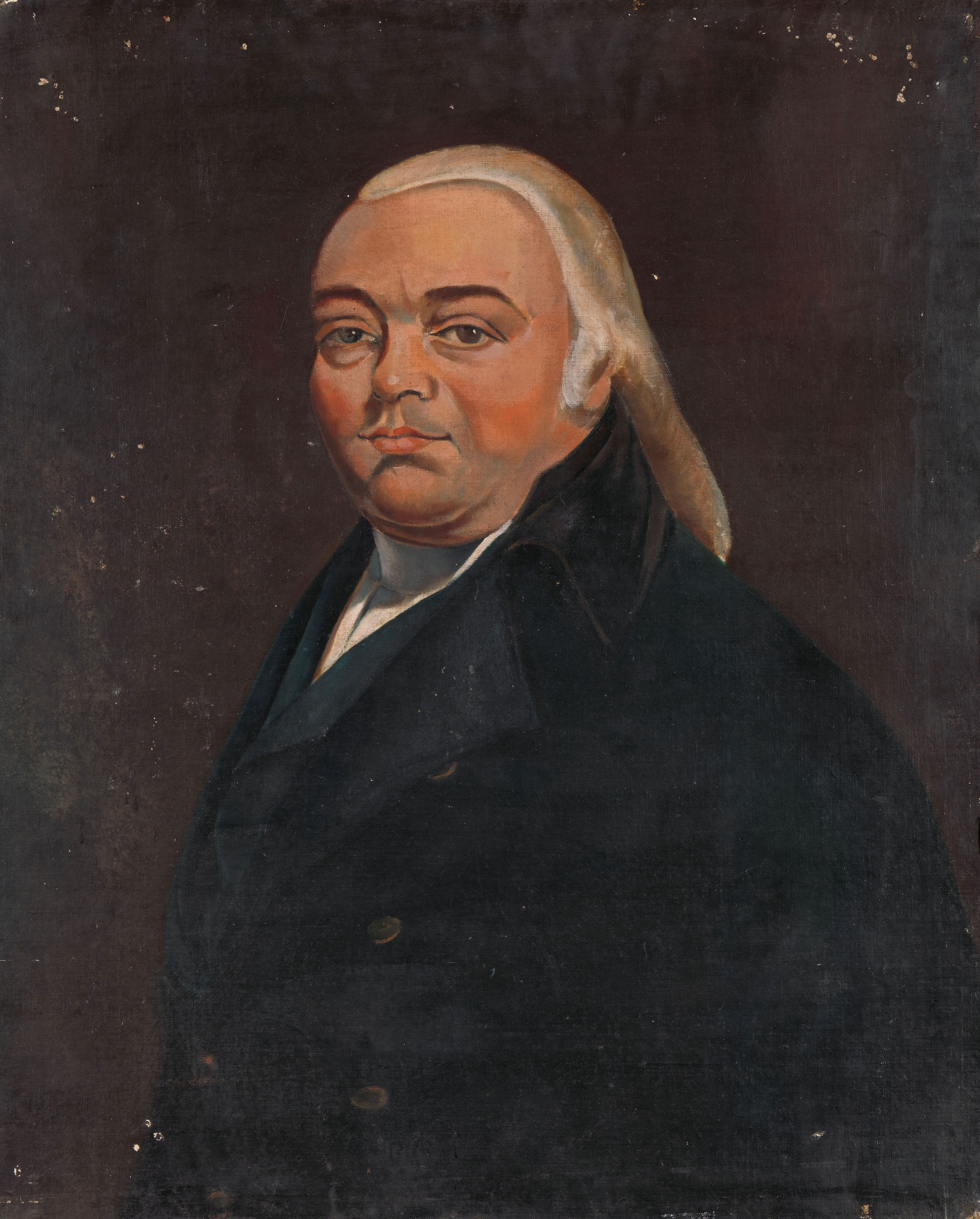
Portret van Nederburgh kopie van een schilderij uit 1800, vervaardigd in 1862 door Cornelis de Cocq

Sebastiaan Cornelis Nederburgh (Den Haag, 7 maart 1762 - 's-Gravenzande, 3 augustus 1811) was een conservatief Nederlands staatsman die medeverantwoordelijk was voor de Charter van 1803, welke de basis vormde van de Nederlandse koloniale politiek na de overname van de Vereenigde Oostindische Compagnie door de Nederlandse overheid. Ook was hij een niet onverdienstelijk dichter.

## Jeugd, studie en advocatuur
Nederburgh werd geboren als zoon van Herman Nederburgh, advocaat te 's-Gravenhage en later pensionaris van Rotterdam (1769-1788). Zijn moeder was Dina Adriana Spruyt.
Hij schreef zich in aan de Universiteit Leiden op 13 september 1777 (met de vermelding dat hij geboren was te Rotterdam) om rechten te studeren. Hij promoveerde op 21 september 1783 met de dissertatie De violenta jurium defensione. In 1784 werd hij aangesteld als schepen van de ambachtsheerlijkheid Cool. Op 16 februari 1784 accepteerde hij de functie van secretaris van het Hof en de Hoge Vierschaar van Schieland. Zijn intelligentie en welsprekendheid waren in Den Haag evenmin onopgemerkt gebleven. Datzelfde jaar op 5 december besloten de Raad van State en de Staten-Generaal hem beide tegelijkertijd aan te stellen als hun advocaat. Een bijna duizelingwekkende stap voorwaarts voor de toen 23-jarige jurist.

## Gunsteling van de prins
In 1786 legde de tweede advocaat van de Vereenigde Oostindische Compagnie, Pieter Graafland Joansz, zijn functie neer. Tezamen met Jacobus van Neck en Willem Cornelis Dekker, beiden advocaat te Amsterdam, werd Nederburgh voorgedragen bij de stadhouder als vervanger. Op 13 januari 1787 werd Nederburgh benoemd in de functie. Een paar maanden later was er alweer een opening: de eerste advocaat van de VOC, mr. F.W. Boers, mocht, na vier jaar verzoeken, eindelijk aftreden wegens gezondheidsredenen. De kandidatenlijst van 19 juli van dat jaar voor de vervangers van Boers las in preferentie als volgt: Daniel Adriaan Meerman van der Goes, pensionaris van Amsterdam, Nederburgh, en Isaäc Gales, advocaat te Amsterdam.
Nederburgh kreeg uiteindelijk de baan en werd nog datzelfde jaar eerste advocaat van de VOC. Daarmee werd hij niet alleen de raadsman van de Kamer van Amsterdam, maar ook de ontwerper van alle van de VOC uitgaande documenten en afgevaardigde bij de Staten-Generaal en vreemde regeringen, terwijl hij op permanente basis zitting kreeg in de vergaderingen van de bewindhebbers en in die van de commissie voor de geheime zaken. Voor de buitenwereld was er geen twijfel meer: Nederburgh was een gunsteling van de prins van Oranje. Gezien het tijdsgewricht – de patriotten lieten zich steeds steviger gelden – werd dit niet echt als iets positiefs gezien.

## De Kaapkolonie
In 1791 zag de VOC geen uitweg meer uit de economische moeilijkheden die het resultaat waren van de Vierde Engels-Nederlandse Oorlog (1780-1784). Nederburgh ontving de opdracht om een geheim rapport samen te stellen met als thema hoe het tij nog te keren was. Zijn rapportage leidde ertoe dat hem de opdracht gegeven werd om samen met kapitein ter zee Simon Hendrik Frijkenius, de bezittingen in Afrika en Indië te bezoeken en na te gaan wat er zou kunnen worden gedaan. Zijn opdracht was ‘het opsporen van verregaande malversatiën en frauden en het daarstellen van de noodige redressen en reformen’. In Indië zou dit in overleg gaan met gouverneur-generaal Willem Alting en directeur-generaal H. van Stockum.
Op 4 november vertrok hij met Frijkenius naar Texel, vergezeld door secretaris Eduard Daniëls, oud-boekhouder van het Preparatoir besogne, en twee geheimschrijvers (zijn broer Johannes Jacobus Nederburgh en Frederik Otto de Bruyn). Vanuit Texel vertrok het gezelschap met het fregat ‘Amazoon’, begeleid door het fregat ‘Scipio’ en de brik ‘Comect’. Als gevolg van een lange, door tegenspoed geplaagde reis bereikte het gezelschap eerst op 18 juni 1792 de Simonsbaai. Daar werd het gezelschap op een landengte uitgeladen en moesten zij te voet verder naar Kaapstad. De kolonie bereikten zij pas op 23 juni 1792. Onderweg ontvingen zij ook bericht dat het lokale gezag al gedwongen was door een ontevreden burgerij om een proclamatie opnieuw in te stellen successierechten in te trekken.
Vanaf 3 juli 1792 fungeerde Nederburgh en Frijkenius in hun functie als commissaris-generaal samen als gouverneurs van de Kaapkolonie. Zij waren gestuurd om orde op zaken te stellen, maar zagen zich voor de taak gesteld om de ontevreden burgers en boeren, die land hadden gekregen buiten de VOC om, te helpen een beter bestaan op te bouwen. De VOC had het monopolie over de vrije handel en bedrijvigheid op de Kaap. De heren adviseerden de burgers en boeren dan ook om de walvisvaart op te zetten. Daarbij werd een door hen hervormd belastingsysteem ingesteld, wat initieel leidde tot een ware koopstop in de kolonie.
De beide heren maakten zich twee dagen in de week beschikbaar voor elke burger met een klacht. Tevens reduceerden zij de kosten van de VOC in de Kaapkolonie door een grondige financiële hervorming. Een groter probleem vormde de zogenaamde zwarte markt: al sinds de oprichting van de kolonie hadden de bewoners hun geld verdiend met het kopen en verkopen van goederen aan passerende schepen. Een handel welke strikt gezien onder het gezag van de VOC vielen. Dit was expliciet verboden, maar werd door opeenvolgende gouverneurs oogluikend toegestaan: het was usance geworden en een vitaal onderdeel van de economie. Bijna al het circulerende muntgeld was afkomstig uit deze handel. Na een opgelegd verbod kwam het monetaire verkeer tot stilstand en de onroerendgoedmarkt verdween.
In maart 1793 werd door Nederburgh en Frijkenius een Bank van Lening opgericht om de ergste noden te verlichten: een hoeveelheid papier werd gedrukt, verklaard tot geldig betaalmiddel en uitgegeven. Het geld werd gezien als nepgeld, maar uiteindelijk wel aangenomen door de bevolking. Ondertussen werden flinke delen land waar de Hottentotten leefden toegevoegd aan de Kaapkolonie, en strafexpedities ondernomen tegen de Bosjesmannen die in 1793 een veestapel hadden geroofd. Sommige van de strafexpedities onder Nederburgh en Frijkenius liepen uit op een debacle: zo had men een geallieerd Namaleider, bijgenaamd "Afrikaander", uitgestuurd en bevoorraad om korte metten te maken met een aantal Bosjesmannen. In plaats daarvan werd de overheid op 7 augustus 1793 "beloond" met de buitgemaakte wapens van een rivaliserende groep Nama.
Een plundertocht van de Xhosa (onderdeel van de tweede Xhosaoorlog) zorgde er onder andere voor dat de burgers van de Kaapkolonie niet meer bezig waren met economie, maar met overleven en het organiseren van verdere strafexpedities.
Op 29 juli 1793 schreef Nederburgh een brief aan de stadhouder om deze te melden dat de gemoederen aan de Kaap gesust waren. Op 1 september 1793 legden Frijkenius en hij hun posten neer, en droegen het bestuur over aan Abraham Josias Sluysken, oud-agent van de VOC in Suratte die als gepensioneerde onderweg naar Nederland, was gestopt in de Kaapkolonie. Dit werd gedaan omdat beoogd vervanger (en interim voorganger) Johannes Isaac Rhenius hen niet echt geschikt leek.

## Rampspoed in Indië
Op 24 september 1793 stapten Nederburgh en Frijkenius aan boord om de reis naar Indië te maken. Na een voorspoedige reis kwamen ze al op 13 november in Batavia aan. In Indië werd Nederburgh met het ene probleem na het andere geconfronteerd: de familie van gouverneur-generaal Alting had de macht in de kolonie ferm in handen. Een van de eerste uitdagingen was het aanstellen van een nieuwe directeur-generaal: directeur-generaal H. van Stockum was al in 1791 overleden. Dit aanstellen ging in overleg met gouverneur-generaal Alting. Willem Jacob van der Graaff zag zich, als beoogd opvolger van Alting, over het hoofd gezien en nam openlijk stelling tegen Nederburgh.
Een volgend conflict kwam met de Raad van Justitie te Batavia betreffende een rechtszaak. Het betrof de zaak tegen kapitein luitenant ter zee Thomas Yrons, beschuldigd van een ‘debauchant gedrag’, kwade behandeling van het scheepsvolk en ontvreemding van goederen. Yrons lag onder de ‘vehemente suspicie’ dat hij met een Chinees aan boord van het schip Dortwijk de ‘stomme sonde’ of crimen nefandum (sodomie) bedreven had. Tegen Yrons werd slechts geëist dat hij eerloos ontslagen werd, en verbannen uit Indië. Nederburgh en de overige leden van de regering vonden de strafeis te slap en wilden inzage in de stukken. De Raad weigerde, en citeerde zelfs Charles de Montesquieu.
Ondanks het matigende advies van Frijkenius zette Nederburgh zijn wil door. Dit eindigde in het ontslag van drie leden van de Raad: A.C. Hartman, W.C. Hoesen en C.H.C. Wegener, deze laatste werd op 23 mei 1795 bovendien verbannen.
Vervolgens kwam Nederburgh onder vuur te liggen door de bevolking. De Kaapkolonie was ondertussen veroverd door de Engelsen, Ceylon verloren en de verdediging van Java werd niet echt serieus opgepakt volgens de bevolking. Nederburgh zou de oorzaak zijn, en veel te laks.
De Bataafse Republiek greep in: de Eerste Nationale Vergadering had een commissie benoemd voor de behartiging van de Indische belangen en handel. Deze commissie besloot Schout bij nacht Engelbertus Lucas als bemiddelaar naar Batavia te sturen. Bij de Saldanhabaai kwam Lucas met zijn schepen tegenover de Engelse vloot te liggen wat leidde tot de Capitulatie in de Saldanhabaai.
De commissie gaf vervolgens C.J. Prediger, die op het punt stond als Raad van Justitie naar Batavia te vertrekken, de geheime opdracht om ‘door omgang met alle standen, alle noodige informatie te bekomen, zoowel betrekkelijk het daar voorgevallene als ten opzichte van het politiek, militair, financieel en commercieel beleid der Regeering en den algemeenen geest des volks’. Frijkenius kwam op 7 juni 1797 te overlijden, Nederburgh stond er nu alleen voor.
De gezaghebber van Oost-Java bleek een handvol te zijn, Dirk van Hogendorp schreef een tweetal stukken waarin hij een scherpe kritiek leverde op het bewind van onder anderen de commissaris-generaal (lees: Nederburgh). Nederburgh liet van Hogendorp arresteren, maar deze wist te ontsnappen en terug te keren naar Nederland. De vete tussen de twee mannen werd geboren.
Tot overmaat van ramp werd de in 1795 verbannen C.H.C. Wegener extraordinair lid van de Raad van Indië en commissaris voor Inlandse zaken, en keerde naar Batavia terug. Vervolgens werd Nederburgh het opperbevel van de Indische krijgsmacht ontnomen en werd dit aan de republikeinse generaal-majoor Nordman gegeven. Prediger dringt in zijn berichtgeving aan de Bataafse Republiek (januari 1798) aan op het terugroepen van Nederburgh
Nederburgh moest ook accepteren dat een aantal door hem ontslagen ambtenaren (van Rossem, van Hoesen) terugkwam in hogere posten, en dat zijn aanstellingen stelselmatig ongedaan werden gemaakt.
Er zijn contemporaine bronnen die Nederburgh in een slecht daglicht stellen. Dit heeft vooral te maken met het feit dat zijn Indische tijd samenvalt met de patriottentijd in Nederland. Nederburgh was hooggeplaatst, een gunsteling van de gevluchte prins, geen makkelijk karakter, volgens sommigen orangist en bovendien conservatief van inslag.
Diegenen die zijn werk ook daadwerkelijk bestudeerd hebben, zijn onder de indruk van zijn inzet om van Java een welvarend eiland te maken, onder andere door het wegnemen van overbodige bureaucratie.

## Ontslag en terugkeer
Nederburgh was op 20 september 1798 teruggekeerd in Batavia van een lange, dure en grotendeels mislukte reis langs de oostkust van Java die bekend werd als een ‘bedorven voyage’. Lokale vorsten weigerden hem te ontvangen, en "spontane" bijeenkomsten werden omschreven als toneelscènes. Tijdens de reis langs de oostkust werd hij overigens vergezeld door Prediger die ondertussen geheel aan Nederburghs kant stond en zelfs als zijn secretaris fungeerde. Bij zijn terugkeer werd hij voor de vorm opgewacht door vertegenwoordigers van de overheid, die hem naar de gouverneur-generaal brachten voor de verplichte verslaglegging. Na het nuttigen van een kopje thee werd Nederburgh zonder verdere plichtplegingen naar zijn huis begeleid, het verslag interesseerde niemand in Batavia meer.
Op 28 januari 1799 werd de opdracht van Nederburgh beëindigd als gevolg van het opheffen van de VOC. Hij verliet Batavia op 12 oktober 1799 aan boord van het Hamburgse schip ‘Catharina en Anna’. In hetzelfde jaar werd het Indische deel van de VOC overgenomen door de Raad voor de Aziatische Bezittingen.
Op 14 december kwam zijn schip aan in de, ondertussen Britse, Kaapkolonie en van daar reisde hij pas op 10 februari 1800 weer verder naar Nederland. Op 11 maart werd zijn schip door het Britse fregat ‘Anson’ onder kapitein Philip Charles Durham gekaapt, en werd Nederburgh gevangengenomen. Op 22 april 1800 kwam hij te Plymouth aan, en reisde op 11 mei naar Londen om toestemming te krijgen naar Nederland te gaan. Op 16 juli kreeg hij die toestemming, en vier dagen later zette hij voet op Nederlandse bodem.
Ondanks eerdere aanvallen van Wegener, Van der Graaff, Dirk van Hogendorp en anderen, werd Nederburgh relatief met rust gelaten. Zelfs het Uitvoerend Bewind vroeg van Nederburgh geen verslaglegging van zijn handelen in Indië. Nederburgh drong daarom zelf maar aan op verslaglegging en werd verwezen naar de Raad van Aziatische Bezittingen. Het duurde een jaar, en herhaaldelijk aandringen alvorens de Raad hem uiteindelijk op 20 augustus 1801 het bevel gaf alle relevante stukken in handen van de advocaat-fiscaal te stellen. Als Nederburgh al gehoopt had op een snelle afhandeling, kwam hij bedrogen uit: op 15 oktober 1802 verklaarde de Raad nog niet genoeg informatie te hebben. Nederburgh leverde de gevraagde informatie direct. Vier weken later verklaarde de Raad dat hij wel bereid was de zaak goed af te sluiten, maar dat hij dit in technisch opzicht niet kon, aangezien men niet wist of men wel bevoegd was. Dat is opmerkelijk want de Raad was een vervanger van de Heeren XVII.
De bureaucratie waarmee de Raad zijn werkzaamheden oppakte, zorgde er tevens voor dat de hevige klachten en scherpe kritiek tegen Nederburgh niet echt onderzocht of behandeld werden.
Nederburgh wendde zich uiteindelijk tot de regering om de Indische periode af te sluiten, en had genoeg invloed. Op 24 mei 1803 werd de Raad de benodigde bevoegdheid toegekend. Het zou tot 17 november duren alvorens Nederburgh uiteindelijk eervol ontslag kreeg.
In 1803, als gevolg van de directe regeringscontrole over Nederlands-Indië, werd Nederburgh gevraagd zitting te nemen in een commissie voor Oost-Indische zaken. Het zal hem verrast hebben dat hij in diezelfde commissie Van Hogendorp tegenover zich zag. Daar de voorzitter van de commissie bezig was met andere dingen, namen beide heren de taak op zich een rapport over de toekomst van Nederlands-Indië op te stellen en daarmee een basis te leggen voor het regeringsbeleid en de inrichting van de kolonie. Het rapport zag het levenslicht op 31 augustus 1803, met als annex een charter of "regeeringsreglement". Dirk van Hogendorp was ondertussen benoemd tot ambassadeur aan het hof van Alexander I van Rusland.
De charter is, ondanks de latere afwezigheid van Van Hogendorp, een samensmelting geworden tussen de conservatieve opinie van Nederburgh en de progressieve standpunten van Hogendorp. In de charter werd vastgelegd dat de koloniën bestonden voor het welzijn van het moederland, een verbod op vrije handel voor de kolonie werd gehandhaafd, en geformuleerd dat de regering zou bestaan uit een directe semiautonome administratie en een indirecte Nederlandse administratie. De charter stipuleerde verder wel dat er een scheiding zou zijn tussen de executieve en de juridische macht. In Nederland zelf zou de Raad van Aziatische Bezittingen gehandhaafd worden. Hoewel het tot 1854 zou duren alvorens de gehele Charter werd geïmplementeerd, legde dit stuk de basis voor de inrichting van het bestuur van Nederlands-Indië.

## Laatste dagen
Enige tijd resideerde Nederburgh op het door hem aangekochte Park Sonsbeek, maar het Haagse trok en hij kocht het huis Oostduin bij 's-Gravenzande. Op 22 maart 1804 nam Nederburgh zelf in de Raad van Aziatische Bezittingen zitting en op 15 juli 1806 werd hij bij het ministerie van Koophandel en Koloniën benoemd tot chef van de eerste divisie voor de Oost-Indische zaken.
Het volgende jaar nam hij alweer op 22 november ontslag. Hij werd benoemd tot staatsraad van koning Lodewijk Napoleon en tot commandeur van de Orde der Unie. Op 1 oktober 1809 werd hem het ambt van directeur-generaal der Publieke schatkist gegeven, dat hij echter slechts een jaar bekleedde, omdat Nederland bij het Eerste Franse Keizerrijk werd ingelijfd.
Op 3 augustus 1811 overleed hij, vijftig jaar oud, in zijn huis Oostduin te 's-Gravenzande. Zes kinderen overleefden hem.
- Biografisch Portaal: 02390638
- Digitale Bibliotheek voor de Nederlandse Letteren: nede004
- Gemeinsame Normdatei: 123904730
- International Standard Name Identifier: 0000 0000 6321 3207
- Library of Congress Control Number: n87849771
- Nederlandse Thesaurus van Auteursnamen: 071602372
- Parlement.com: vg09lmhsf2w6
- Trove: 1445745
- Virtual International Authority File: 15691125
- WorldCat: E39PBJkp9Md8FmHQQyxX7CFkDq